# Wrona (gromada)
Wrona – dawna gromada, czyli najmniejsza jednostka podziału terytorialnego Polskiej Rzeczypospolitej Ludowej w latach 1954–1972.
Gromady, z gromadzkimi radami narodowymi (GRN) jako organami władzy najniższego stopnia na wsi, funkcjonowały od reformy reorganizującej administrację wiejską przeprowadzonej jesienią 1954 do momentu ich zniesienia z dniem 1 stycznia 1973, tym samym wypierając organizację gminną w latach 1954–1972.
Gromadę Wrona z siedzibą GRN we Wronie (w obecnym brzmieniu: Stara Wrona) utworzono – jako jedną z 8759 gromad na obszarze Polski – w powiecie płońskim w woj. warszawskim, na mocy uchwały nr VI/10/14/54 WRN w Warszawie z dnia 5 października 1954. W skład jednostki weszły obszary dotychczasowych gromad Adamowo, Józefowo, Ludwikowo, Omięciny, Proboszczewice, Wrona i Wrona Nowa ze zniesionej gminy Szumlin, obszar dotychczasowej gromady Wilamy ze zniesionej gminy Cieksyn oraz obszar dotychczasowej gromady Karolinowo ze zniesionej gminy Załuski w tymże powiecie. Dla gromady ustalono 17 członków gromadzkiej rady narodowej.
Gromadę zniesiono 1 stycznia 1969, a jej obszar włączono do gromad Załuski (wieś Wilamy) i Joniec (wsie Józefowo, Karolinowo, Ludwikowo, Omięciny, Proboszczewice Nowe, Wrona Nowa i Wrona Stara) w tymże powiecie.